# Литта, Антонио
Антонио Литта-Висконти-Арезе, 1-й герцог Литта, 7-й маркиз де Гамболо (2 мая 1748, Милан — 29 августа 1820, Милан) — итальянский придворный и политик из рода Литта.

## Биография
Антонио Литта родился 2 мая 1748 года в миланском дворце Литта. Его отец, Помпео Литта, 6-й маркиз Гамболо, был высокопоставленным чиновником на службе у Габсбургов. Через свою мать, Марию—Елизавету Висконти, он происходил из не менее аристократической семьи. Антонио Литта был старшим сыном, у него было пять младших сестёр и братьев, в том числе Джулио, поступивший на русскую службу, сделавший блестящую карьеру при русском дворе, и ставший известным, как граф Юлий Помпеевич Литта. Ещё один их брат, Лоренцо Литта, стал кардиналом.
8 января 1775 года Антонио Литта женился в Милане на Барбаре, дочери Альберико ди Барбиано, князя Белджойозо и Анны Риччарды д'Эсте.
Граф Литта поддержал Французскую революцию. Он был в этом далеко не одинок: немалая часть ломбардского дворянства верила, что революцию во Франции поспособствует избавлению северной Италии от австрийского управления.
16 марта 1797 года, после смерти отца, Антонио Литта унаследовал его титул, став 7-м маркизом Гамболо. Он активно способствовал образованию Цизальпинской республики, но в 1799 году был сослан новым консульским правительством, узнавшим, что он открыто называет себя маркизом. После этого он уехал в Ниццу.
Однако, уже вскоре во Франции была провозглашена Империя, и борьба с титулами сразу осталась в прошлом. Наполеон провозгласил Италию (де-факто, только часть северной Италии) особым королевством, вассальным Франции, а своего пасынка Евгения Богарне сделал её вице-королём. Антонио Литта стал французским государственным советником, а его жена была назначена фрейлиной императрицы Жозефины. В 1805 году Наполеон сделал Антонио Литту великим камергером королевства Италия, офицером ордена Железной короны и великим офицером ордена Почетного легиона. Император также назначил его сенатором, и в связи с этим возвёл в графское достоинство Итальянского королевства (патент от 12 апреля 1809 года). На этом поток милостей не закончился: в 1812 году Антонио Литта получил от Наполеона титул герцога, став 1-м герцогом Литта.
После падения Наполеона, обязанности Антонио Литта в качестве великого камергера были подтверждены императором Австрии. Антонио Литта скончался в Милане 24 августа 1820 года в возрасте 72 лет.

## Личность
Согласно воспоминаниям современников, серьёзный и неразговорчивый Литта обладал благородным характером. Узнав, что его брат, кардинал Литта, был выслан в Ним за то, что отказался присутствовать вместе с другими кардиналами на церемонии бракосочетания Наполеона и императрицы Марии-Луизы, Антонио Литта поспешил опротестовать его ссылку. Когда Евгений Богарне сообщил ему, что это может огорчить императора, Литта ответил: «в таком случае, передайте императору, что я был братом кардинала до того, как стал его камергером».
Антонио Литта был также известен как коллекционер произведений искусства (владел в том числе работами Бернардино Луини).